# Esperance (Nueva York)
Esperance es un pueblo ubicado en el Condado de Schoharie en el estado estadounidense de Nueva York. En el año 2000 tenía una población de 6,407 habitantes y una densidad poblacional de 81 personas por km².

## Geografía
Esperance se encuentra ubicado en las coordenadas 42°40′49″N 74°15′34″O / 42.68028, -74.25944.

## Demografía
Según la Oficina del Censo en 2000 los ingresos medios por hogar en la localidad eran de $42,930, y los ingresos medios por familia eran $46,940. Los hombres tenían unos ingresos medios de $32,331 frente a los $24,115 para las mujeres. La renta per cápita para la localidad era de $17,574. Alrededor del 7.4% de la población estaban por debajo del umbral de pobreza.